# Ordinamento sul cammino
In fisica teorica, l'ordinamento sui cammini (in inglese, path ordering) è la procedura, o meta-operatore {\displaystyle {\mathcal {P}}}, di ordinare un prodotti di molti operatori secondo il valore di un dato parametro:
{\displaystyle {\mathcal {P}}\left[O_{1}(\sigma _{1})O_{2}(\sigma _{2})\dots O_{N}(\sigma _{N})\right]:=O_{p_{1}}(\sigma _{p_{1}})O_{p_{2}}(\sigma _{p_{2}})\dots O_{p_{N}}(\sigma _{p_{N}}).}
Dove {\displaystyle p:\{1,2,\dots ,N\}\to \{1,2,\dots ,N\}} è una permutazione che ordina i parametri:
{\displaystyle \sigma _{p_{1}}\leq \sigma _{p_{2}}\leq \dots \leq \sigma _{p_{N}}.}
Per esempio:
{\displaystyle {\mathcal {P}}\left[O_{1}(4)O_{2}(2)O_{3}(3)O_{4}(1)\right]:=O_{4}(1)O_{2}(2)O_{3}(3)O_{1}(4).}

## Ordinamento temporale
In teoria quantistica dei campi è utile prendere il prodotto T-ordinato degli operatori. Questa operazione è denotata dall'operatore {\displaystyle {\mathcal {T}}}. Per due operatori {\displaystyle A(x)} e {\displaystyle B(y)} che dipendono dai punti dello spaziotempo {\displaystyle x,y} si definisce:
{\displaystyle {\mathcal {T}}\left\{A(x)B(y)\right\}:=\left\{{\begin{matrix}A(x)B(y)&{\textrm {se}}&x_{0}>y_{0}\\\pm B(y)A(x)&{\textrm {se}}&x_{0}<y_{0}.\end{matrix}}\right.}
Dove {\displaystyle x_{0}} e {\displaystyle y_{0}} indicano le coordinate temporali dei punti {\displaystyle x} and {\displaystyle y}, mentre il {\displaystyle \pm } dipende dalla natura bosonica o fermionica dell'operatore. Se l'ordinamento coinvolge un numero generico di operatori, sia bosonici che fermionici, allora il segno dipende esclusivamente dal numero di scambi di operatori fermionici necessari per ottenere l'ordinamento temporale. Lo scambio di un operatore di tipo bosonico con uno di tipo fermionico invece non altera il segno.
Riscrivendo esplicitamente si ha:
{\displaystyle {\mathcal {T}}\left\{A(x)B(y)\right\}:=\theta (x_{0}-y_{0})A(x)B(y)\pm \theta (y_{0}-x_{0})B(y)A(x),}
dove {\displaystyle \theta } denota la funzione di Heaviside. Si noti che non entrano fattori combinatori in questa definizione.
Dato che l'operatore dipende da punti dello spazio quadrimensionale (non solo il tempo) questo operazione di ordinamento temporale è indipendente dalle coordinate solo se operatori valutati in punti separati da una distanza di tipo spazio commutano.
La matrice S in teoria quantistica dei campi è un esempio di prodotto T-ordinato infatti trasforma uno stato a {\displaystyle t=-\infty } in uno a {\displaystyle t=+\infty }.